# Arabis caucasica
Arabis caucasica, anteriormente Arabis alpina subsp. caucasica, é uma espécie de planta com flor da família Brassicaceae, conhecida pelos nomes comuns arabis de jardim, e arabis caucasiana.
A autoridade científica da subespécie, enquanto era classificada como uma, é (Willd.) Briq., tendo sido publicada em Prodr. Fl. Corse 2(1): 48 (1913).

## Distribuição
É nativa do sul da Europa de leste e do Mediterrâneo. Trata-se de uma espécie presente no território português, nomeadamente no Arquipélago da Madeira.

## Proteção
Não se encontra protegida por legislação portuguesa ou da Comunidade Europeia.